# Mary's boy child
Mary's boy child is een kerstlied dat werd geschreven door Jester Hairston. Nadat Harry Belafonte het in 1956 voor het eerst op een single uitbracht, werd het vele tientallen malen gecoverd, onder meer driemaal in het Nederlands.
De versie van Belafonte bereikte in 1960 een nummer 20-notering in de Nederlandse hitlijsten. In het Verenigd Koninkrijk werden meer dan een miljoen exemplaren verkocht en kwam de single op nummer 1 terecht. Een andere populaire versie was van Boney M. in 1978, die onder meer in Nederland en België de top van de hitlijsten bereikte.
Enkele voorbeelden uit de vele tientallen covers zijn uitgebracht door: The Blue Diamonds (1960), Jim Reeves (1963), Andy Williams (1965), The Cats (1975), Vera Lynn (1976), BZN (1981), Ronnie Tober (1981), Anne Murray (1988), André Rieu (1988), Neil Diamond (1994), Demis Roussos (2003), René Froger (2005), Aaron Neville (2005) en Nick en Simon (2014). Verder brachten Cliff Richard en Helmut Lotti in 2003 het lied in een duet uit.
Onder de titel Maria's kind verscheen er een versie van Jo Leemans (1969), Will Tura (1973) en Joe Harris (1977) en verder verschenen er vertalingen in onder meer het Duits, Deens en Welsh.

## Boney M.
Boney M. bracht het lied in 1978 uit met daarnaast ook nog Oh my Lord op de A-kant. Op de B-kant staat het nummer Dancing in the streets. De single bereikte de eerste plaats in de hitlijsten van Duitsland, Zwitserland en Zweden en kwam ook in Nederland en België hoog in de hitlijsten terecht.

### Hitnoteringen

#### Nederlandse Top 40
| Hitnotering: week 49 in 1978 t/m 4 in 1979 | Hitnotering: week 49 in 1978 t/m 4 in 1979 | Hitnotering: week 49 in 1978 t/m 4 in 1979 | Hitnotering: week 49 in 1978 t/m 4 in 1979 | Hitnotering: week 49 in 1978 t/m 4 in 1979 | Hitnotering: week 49 in 1978 t/m 4 in 1979 | Hitnotering: week 49 in 1978 t/m 4 in 1979 | Hitnotering: week 49 in 1978 t/m 4 in 1979 | Hitnotering: week 49 in 1978 t/m 4 in 1979 |
| Week:                                      | 1                                          | 2                                          | 3                                          | 4                                          | 5                                          | 6                                          | 7                                          |                                            |
| ------------------------------------------ | ------------------------------------------ | ------------------------------------------ | ------------------------------------------ | ------------------------------------------ | ------------------------------------------ | ------------------------------------------ | ------------------------------------------ | ------------------------------------------ |
| Positie:                                   | 16                                         | 4                                          | 3                                          | 3                                          | 9                                          | 18                                         | 40                                         | uit                                        |

#### NederlandseNationale Hitparade
| Hitnotering: 16-12-1978 t/m 27-1-1979 | Hitnotering: 16-12-1978 t/m 27-1-1979 | Hitnotering: 16-12-1978 t/m 27-1-1979 | Hitnotering: 16-12-1978 t/m 27-1-1979 | Hitnotering: 16-12-1978 t/m 27-1-1979 | Hitnotering: 16-12-1978 t/m 27-1-1979 | Hitnotering: 16-12-1978 t/m 27-1-1979 | Hitnotering: 16-12-1978 t/m 27-1-1979 | Hitnotering: 16-12-1978 t/m 27-1-1979 |
| Week:                                 | 1                                     | 2                                     | 3                                     | 4                                     | 5                                     | 6                                     | 7                                     |                                       |
| ------------------------------------- | ------------------------------------- | ------------------------------------- | ------------------------------------- | ------------------------------------- | ------------------------------------- | ------------------------------------- | ------------------------------------- | ------------------------------------- |
| Positie:                              | 2                                     | 2                                     | 2                                     | 2                                     | 3                                     | 10                                    | 31                                    | uit                                   |

#### VlaamseUltratop 50
| Hitnotering: 9-12-1978 t/m 10-2-1979 | Hitnotering: 9-12-1978 t/m 10-2-1979 | Hitnotering: 9-12-1978 t/m 10-2-1979 | Hitnotering: 9-12-1978 t/m 10-2-1979 | Hitnotering: 9-12-1978 t/m 10-2-1979 | Hitnotering: 9-12-1978 t/m 10-2-1979 | Hitnotering: 9-12-1978 t/m 10-2-1979 | Hitnotering: 9-12-1978 t/m 10-2-1979 | Hitnotering: 9-12-1978 t/m 10-2-1979 | Hitnotering: 9-12-1978 t/m 10-2-1979 | Hitnotering: 9-12-1978 t/m 10-2-1979 | Hitnotering: 9-12-1978 t/m 10-2-1979 |
| Week:                                | 1                                    | 2                                    | 3                                    | 4                                    | 5                                    | 6                                    | 7                                    | 8                                    | 9                                    | 10                                   |                                      |
| ------------------------------------ | ------------------------------------ | ------------------------------------ | ------------------------------------ | ------------------------------------ | ------------------------------------ | ------------------------------------ | ------------------------------------ | ------------------------------------ | ------------------------------------ | ------------------------------------ | ------------------------------------ |
| Positie:                             | 24                                   | 10                                   | 4                                    | 4                                    | 4                                    | 5                                    | 7                                    | 11                                   | 23                                   | 28                                   | uit                                  |